# 4977 Rauthgundis
4977 Rauthgundis è un asteroide della fascia principale. Scoperto nel 1960, presenta un'orbita caratterizzata da un semiasse maggiore pari a 2,2920920 UA e da un'eccentricità di 0,1116450, inclinata di 5,88294° rispetto all'eclittica.